# Los Justicieros
Los Justicieros fue un grupo militante anarquista español. Inicialmente radicado en San Sebastián, en el País Vasco, el grupo se vio obligado a huir a Zaragoza tras descubrirse su complot para asesinar al rey Alfonso XIII de España. Participó en un intento de establecer una Federación Anarquista Ibérica, pero sus esfuerzos se vieron obstaculizados por la represión gubernamental contra el movimiento anarquista en Madrid y Barcelona. A medida que la represión política por parte del gobierno y los ataques provenientes del pistolerismo se intensificaron, el grupo buscó armarse. Con armas adquiridas a anarquistas vascos, el grupo llevó a cabo un robo a mano armada a un pagador, que financió la adquisición posterior de armas y las actividades clandestinas de la Confederación Nacional del Trabajo (CNT). Cuando los presos anarquistas de Zaragoza fueron llevados a juicio, el grupo organizó una huelga general que finalmente consiguió su absolución. El grupo cayó entonces en desavenencias políticas y tácticas, trasladándose una parte, liderada por Buenaventura Durruti y Francisco Ascaso, a Barcelona y fundando Los Solidarios.

## Antecedentes
A raíz de la huelga general en España de 1917, los anarquistas del País Vasco comenzaron a realizar un trabajo de propaganda en la región, lo que sentó las bases para el surgimiento del anarcosindicalismo. En el momento del Segundo Congreso de la Confederación Nacional del Trabajo (CNT), que tuvo lugar en 1919, la actividad anarquista organizada se fue extendiendo por todo el País Vasco. En San Sebastián, los anarquistas locales liderados por Moisés Ruiz organizaron a los trabajadores inmigrantes aragoneses y castellanos que habían sido traídos a la ciudad para construir el Casino Kursaal. Pronto se le unieron anarquistas de Zaragoza y Logroño, entre ellos Cristóbal Albadetrecu, Marcelino del Campo, Víctor Elizondo, Clemente Mangado, Inocencio Pina, José Ruiz y Gregorio Suberviola. Aunque entusiastas, estos nuevos activistas carecían de estrategia y a Ruiz le preocupaba que su radicalismo pudiera alejar a los lugareños más moderados. Para educarlos sobre la organización sindical, solicitó la ayuda de Manuel Buenacasa Tomeo, quien supervisó la creación de un sindicato de trabajadores de la construcción. Buenacasa Tomeo también celebró conferencias públicas y desafió a los líderes socialistas locales a debates, lo que inició un conflicto entre socialistas y anarquistas por el dominio del movimiento obrero vasco. En un intento de dividir y debilitar a las organizaciones obreras, los empresarios vascos se pusieron del lado de los socialistas.

## Establecimiento

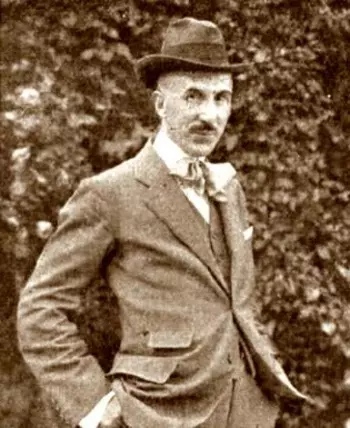
Fernando González Regueral, el gobernador de Bilbao en 1920.

A finales de 1919, las huelgas de trabajadores metalúrgicos y mineros se hicieron más comunes. El gobierno de España respondió tomando medidas enérgicas contra la organización sindical. En el País Vasco, el teniente coronel Fernando González Regueral fue nombrado gobernador, quien inmediatamente ordenó detenciones masivas de activistas sindicales. En Cataluña, grupos de mercenarios dedicados a lo que se conoció como pistolerismo persiguieron y asesinaron a los organizadores sindicales, mientras la policía aplicaba a los trabajadores detenidos la «ley de fugas», la simulación de un escape para así ejecutarlos sumariamente. Abrumada por estas condiciones, la CNT se vio obligada a pasar a la clandestinidad y llamó a sus militantes a contraatacar.
En esta época, Buenacasa Tomeo presentó a Ruiz, Albadetrecu, del Campo y Suberviola a Buenaventura Durruti, un anarquista leonés recién llegado a San Sebastián. Juntos, los cinco militantes anarquistas formaron un nuevo grupo anarquista, al que llamaron Los Justicieros. El nuevo grupo respondió al llamamiento de la CNT: pretendía incitar a la rebelión en todo el país, pero carecía de una estrategia coherente para llevar a cabo este plan. También pensaron en mudarse a Barcelona, pero Buenacasa Tomeo los convenció de quedarse en San Sebastián.

## Intento de asesinato

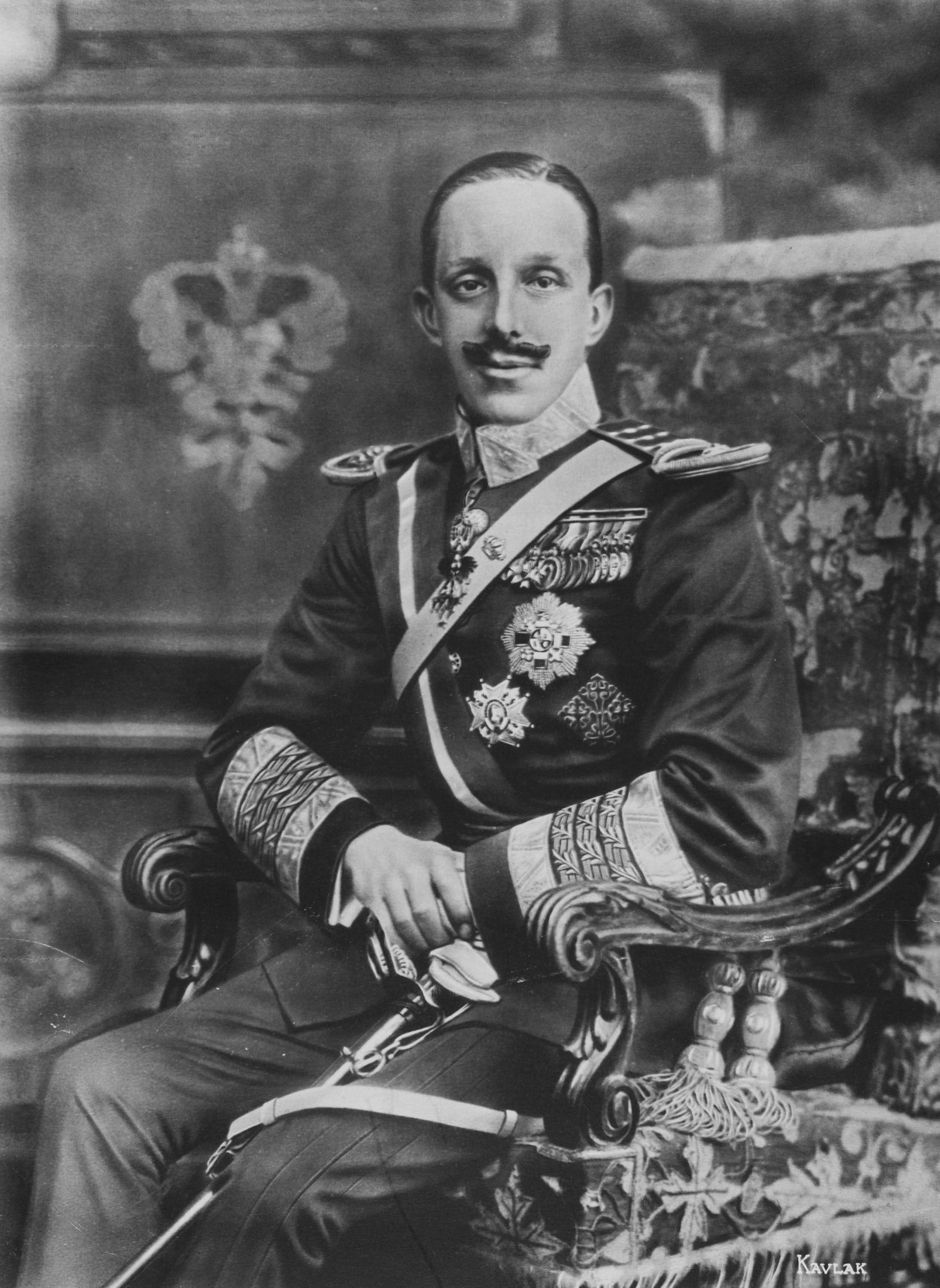
El rey Alfonso XIII, a quien Los Justicieros intentaron asesinar en 1920.

El 4 de agosto de 1920, anarquistas valencianos asesinaron a Francisco Maestre Laborde, el exgobernador de Barcelona responsable del asesinato de al menos 33 sindicalistas. Inspirados por el asesinato, Los Justicieros comenzaron a planear su propio atentado contra Fernando González Regueral, antes de enterarse de que el rey Alfonso XIII de España tenía la intención de asistir a la inauguración del Casino Kursaal. En lugar de eso, decidieron intentar asesinar al rey, lo que planearon hacer cavando un túnel debajo de la recepción de invitados y colocando explosivos allí. Suberviola supervisó la excavación del túnel, mientras Durruti adquiría los explosivos.
Cuando el túnel llegó a los cimientos del edificio, la excavación se ralentizó considerablemente. Aunque habían camuflado su base de operaciones como un depósito de carbón, la cantidad de tierra extraída de allí atrajo sospechas de la policía. Cuando la policía registró la propiedad, el grupo se vio obligado a escapar bajo disparos. Durruti, Suberviola y del Campo fueron señalados por la policía y los medios de comunicación como los responsables de la trama. Con la ayuda de trabajadores ferroviarios comprensivos, Buenacasa Tomeo organizó su huida de San Sebastián a Zaragoza en un tren de mercancías.

## Mudanza a Zaragoza
Al llegar a Zaragoza, los tres fugitivos acudieron inmediatamente al Centro de Estudios, donde los sindicatos locales facilitaron todas las actividades del movimiento anarquista. Allí se reunieron con el presidente del centro, el conserje y Zenón Canudo, director del diario El Comunista. Suberviola les presentó a Durruti y del Campo y les puso al día sobre el estado del movimiento en Aragón. Se enteraron de que, en diciembre de 1920, el joven militante Francisco Ascaso había sido encarcelado y esperaba la sentencia de muerte, acusado de asesinar al director del periódico conservador Heraldo de Aragón. Entonces entró José Chueca en la sala y compartió la noticia del intento de asesinato contra el rey, nombrando a los tres anarquistas responsables; la situación provocó la risa de los asistentes, lo que molestó a Chueca, ya que no sabía que los tres estaban allí con él. Al finalizar la reunión, se aconsejó a los tres que se mantuvieran alejados del centro, que posiblemente estaba bajo vigilancia.
Los tres se reunieron entonces con Inocencio Pina y Rafael Torres Escartín, y el primero les dio a todos un lugar para hospedarse en su casa a las afueras de la ciudad. Se les dieron más detalles sobre la represión del gobierno contra el movimiento local y descubrieron que Cristóbal Albadetrecu, Clemente Mangado y Manuel Sancho habían sido encarcelados por intentar asesinar a un líder empresario local. Pina dio a los tres recién llegados una opción: continuar su viaje hacia Barcelona o quedarse en Zaragoza. Eligieron esta última opción y se unieron al movimiento revolucionario de la ciudad. Los tres tuvieron dificultades para encontrar trabajo, ya que los dueños de negocios locales estaban tomando represalias contra los trabajadores por una serie reciente de huelgas, pero pudieron conseguir trabajo con la ayuda de Pina. Con el paso del tiempo, la conflictividad social en la ciudad fue remitiendo, lo que permitió que los sindicatos y la prensa obrera zaragozana siguieran creciendo.

## Conflicto con el pistolerismo
A principios de 1921, Los Justicieros y otros grupos anarquistas aragoneses comenzaron a discutir la creación de una federación anarquista ibérica. Encargaron a Durruti y Juliana López que viajaran por todo el país y reclutaran a otros grupos anarquistas para que se unieran a la federación propuesta. En febrero de 1921, la pareja partió hacia Andalucía, donde convencieron a varios grupos anarquistas para federarse y coordinar sus acciones a nivel regional. Luego se dirigieron a Madrid, pero el 8 de marzo Eduardo Dato fue asesinado y la capital fue puesta bajo estado de sitio, impidiéndoles contactar con cualquier grupo anarquista de la capital. Luego fueron a Barcelona y se reunieron con Domingo Ascaso, con quien hablaron del asesinato y de los rumores de que Anido había recibido órdenes de detener las represiones contra el movimiento obrero, posibilidad que descartaron. De Ascaso aprendieron más sobre la violencia contra el movimiento obrero catalán por parte de los pistoleros y el peligro que representaban los informantes de la policía, lo que había provocado que los anarquistas catalanes se distanciaran de los demás y se centraran en grandes acciones como el asesinato de Dato. Debido a estas condiciones, Ascaso les informó que era imposible que los grupos anarquistas catalanes participaran en la federación propuesta.  También les advirtió que los pistoleros pretendían extender sus actividades a Zaragoza. A su regreso a Zaragoza, los grupos locales decidieron preparar la eventual formación de una federación anarquista ibérica cuando las condiciones hicieran posible la celebración de una conferencia nacional. Mientras tanto, Los Justicieros fueron a Bilbao a adquirir armas.
Durruti y Suberviola establecieron contactos con anarquistas vascos y solicitaron su ayuda para la compra de armas. La CNT había sido llevada a la clandestinidad y la mayor parte de sus fondos se habían gastado en ayudar a las familias de sus miembros arrestados, por lo que solo pudieron adquirir pequeñas cantidades de efectivo y unas cuantas pistolas de militantes locales; sus proveedores bromeaban diciendo que, en ese momento, «un arma era el mejor carné de miembro». Con lo poco que tenían, Suberviola sugirió que el grupo realizara un robo a un banco. Aunque Escartín y Durruti aconsejaron prudencia por su falta de experiencia, finalmente accedieron. Inicialmente planearon robar el Banco de Bilbao, pero concluyeron que el objetivo era demasiado grande para ellos y en su lugar planearon atracar a un pagador de un negocio metalúrgico en Éibar. En la carretera entre Éibar y Bilbao, el grupo simuló un accidente de coche y robó al pagador después de parar. Se habrían llevado 300 000 pesetas, que pensaban utilizar para adquirir 100 pistolas Star; el resto del dinero lo dividieron en dos, la mitad la enviaron a Bilbao y la otra mitad la llevó López a Zaragoza. Tras varios días escondidos, Durruti, Escartín y Suberviola abandonaron el País Vasco.

## Restablecimiento de derechos constitucionales
En junio de 1921, la vida en Zaragoza era prácticamente pacífica, los sindicatos podían trabajar con normalidad y los pistoleros aún no habían llevado a cabo ningún ataque. Los Justicieros dedicaron su tiempo a apoyar a los presos anarquistas, entre ellos Francisco Ascaso, que había caído muy enfermo. En esa época, el gobierno español atravesaba una crisis política, ya que la derrota de las fuerzas coloniales españolas por parte de Abd el-Krim en el desastre de Annual había provocado protestas generalizadas contra la guerra y huelgas. Incapaz de sofocar los disturbios, Manuel Allendesalazar renunció como primer ministro y fue reemplazado por Antonio Maura, quien recibió la tarea de reprimir los movimientos contra la guerra y los trabajadores. Con el objetivo de destruir el movimiento obrero y ganarse el apoyo de los empresarios catalanes, Maura encarceló a un gran número de activistas sindicales, obligó a las cuadrillas de encadenados a mantener las carreteras del país. y aumentó el uso de asesinatos contra los trabajadores. Pero cuando Maura se negó a entregar el Ministerio de Hacienda a los catalanes, su coalición de gobierno se derrumbó. El rey Alfonso XIII quería un nuevo gobierno que pudiera imitar el régimen fascista de Benito Mussolini, pero en lugar de ello, José Sánchez Guerra se movió para restablecer los derechos constitucionales.
Por esta época, el pistolerismo ya había sido traído a Aragón de la mano de Juan Soldevila, arzobispo de Zaragoza. Para adelantarse al restablecimiento de los derechos constitucionales, Soldevila ordenó el juicio inmediato de los anarquistas encarcelados. Mientras Los Justicieros comenzaban a prepararse para un conflicto abierto, el abogado defensor de los anarquistas, Eduardo Barriobero, convocó a protestas masivas contra los juicios para ganar tiempo hasta el restablecimiento de los derechos constitucionales. Los grupos anarquistas llamaron a la huelga general, pero la CNT creyó que los trabajadores no responderían a tal convocatoria mientras los sindicatos todavía estuvieran en la clandestinidad, por lo que Durruti fue enviado a discutir el tema con la CNT. Propuso que, si la huelga fracasaba, la CNT podría denunciar a los grupos anarquistas por «aventurerismo», pero si tenía éxito, ambos saldrían beneficiados, por lo que aceptaron su propuesta. El 19 de abril, los anarquistas comenzaron a circular panfletos llamando a una huelga general contra el juicio y organizaron una manifestación frente al Tribunal Superior de Justicia de Aragón. Al día siguiente, a las 06:00 horas, cuando los manifestantes se congregaron en la calle, la Guardia Civil comenzó a disparar al aire para intentar dispersar a la multitud, pero los manifestantes se mantuvieron quietos. Cuando los prisioneros fueron llevados al Tribunal Superior dos horas más tarde, fueron recibidos con vítores de los manifestantes y más tarde por el público en la sala del tribunal. Barriobero declaró que no tenía que demostrar la inocencia de los acusados cuando contaban con un apoyo público tan abrumador, por lo que recibió vítores de la audiencia. Cuando el demandante admitió que no reconocía a ninguno de los acusados, el juez los declaró inocentes, ante la celebración de la multitud reunida. El 22 de abril, Sánchez Guerra restableció los derechos constitucionales.
Tras el restablecimiento de los derechos constitucionales por parte de Sánchez Guerra, los sindicatos aragoneses y catalanes reanudaron inmediatamente sus actividades, sin esperar la aprobación del gobierno. En Barcelona, los sindicatos celebraron, lloraron a los activistas asesinados por los pistoleros y organizaron asambleas públicas para elegir nuevos representantes sindicales. Ya recuperada de la represión política ejercida por el gobierno y los pistoleros, la CNT convocó una conferencia nacional que se celebraría en Zaragoza el 11 de junio de 1922. Tras la inauguración de la conferencia por Victoriano Gracia, el gobierno intentó suspender la reunión, pero dio marcha atrás después de que la CNT amenazara con una huelga general. Tras las resoluciones de desafiliar la CNT de la Internacional Comunista y unirse a la Asociación Internacional de los Trabajadores (AIT) y la elección de Salvador Seguí como secretario general, Gracia pidió la liberación inmediata de Francisco Ascaso de la prisión. La presión pública de la CNT consiguió la liberación de Ascaso, quien denunció inmediatamente el trato recibido por la policía en una manifestación pública; posteriormente fue incluido en la lista negra de los empresarios locales.

## Disolución
Mientras Ascaso se preparaba para trasladarse a Barcelona y encontrarse con su hermano Domingo, fue invitado a una reunión de Los Justicieros, donde conoció a Escartín y Durruti. En la reunión, el grupo debatió cuestiones tácticas: Pina pensaba que el grupo debía constituirse como una vanguardia revolucionaria, pero Durruti sostenía que sólo la clase obrera en su conjunto podía liderar una revolución social y que formar una vanguardia los separaría efectivamente de la clase obrera. El propio Ascaso se alineó con la opinión de Durruti y ambos abandonaron la reunión como amigos cercanos. Poco después, el grupo recibió una carta de Domingo Ascaso, quien les informaba del auge del «sindicalismo amarillo» en Barcelona y de un conflicto en ciernes entre estos nuevos sindicatos y los grupos anarquistas. Aunque el propio Domingo les aconsejó que se quedaran en Zaragoza, Francisco Ascaso, Durruti, Escartín, Suberviola y del Campo se separaron del resto del grupo y decidieron trasladarse a Barcelona. En agosto de 1922 formaron un nuevo grupo en la capital catalana, que tomó el nombre de Crisol. Esta organización formó el núcleo del grupo militante Los Solidarios, fundada en octubre de 1922.

## Legado
Durruti y otros miembros de Los Justicieros se convirtieron en los principales organizadores de la resistencia al terrorismo de Estado en España y asumieron papeles destacados en la Revolución social española de 1936 contra el bando sublevado. Las acciones de Los Justicieros influyeron en el anarquista neoafricano Kuwasi Balagoon, quien leyó sobre sus redadas y asesinatos mientras estaba en prisión y creyó que su ejemplo podría ser seguido por el movimiento de liberación negra.